# Crown J
Crown J (coréen : 크라운 제이) est un rappeur sud-coréen, né le 12 novembre 1979, qui a fait ses débuts en mars 2006. Il a vécu à Atlanta avant de vivre à Los Angeles. Ayant vécu aux États-Unis, Crown J a été influencé par le style hip-hop américain. Ses chansons parlent d'amitié, de famille et d'amour et reflètent les sentiments de nombreux coréens. Son nom anglais est Kevin.

## Apparition
Crown J était un des participants de l'émission de télé-réalité We Got Married.  Il était en couple avec Seo In-Young afin de simuler la vie de jeunes mariés.

## Discographie

### Albums
- 2006 : One & Only
- 2007 : Miss Me?...

### Mini Album
- 2008 : Fly Boy

### Singles
- 2008 : Too Much ft. Seo In-Young
- 2009 : I'm Good
- 2009 : I'm Good ft. Young Dro